# Préfecture d'arrondissements de Moulay Rachid
Pour les articles homonymes, voir Moulay Rachid.
 (octobre 2015).
Si vous disposez d'ouvrages ou d'articles de référence ou si vous connaissez des sites web de qualité traitant du thème abordé ici, merci de compléter l'article en donnant les références utiles à sa vérifiabilité et en les liant à la section « Notes et références ».
La préfecture de Moulay Rachid est l'une des préfectures d'arrondissements de Casablanca, au sein de la préfecture de Casablanca. Sa superficie est de 13,38 km2 et sa population de 384 044 habitants (recensement 2004). Elle se compose de deux arrondissements : 
- Moulay Rachid, dont le président d'arrondissement est Mustapha Lhaya ;
- Sidi Othman, dont le président d'Arrondissement est Mohamed maait.